# Park Ki-woong
Park Ki-woong (* 30. Dezember 1958 in Seoul, Südkorea) ist ein südkoreanischer bildender Künstler.

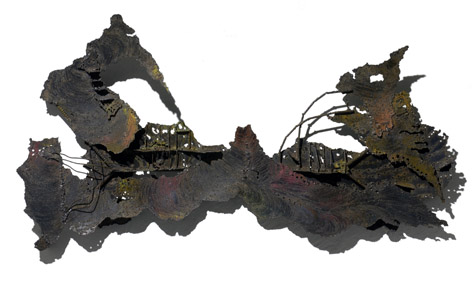
Man of Isolation (Drachen) 2006, Stahl 102 × 210 × 43 cm

## Leben
Park Ki-woong studierte an der Hongik-Universität von Seoul Malerei und Kunsttheorie mit dem Schwerpunkt auf die zeitgenössische europäische Malerei. Er promovierte 1997 und ist seit 2001 als Kunstprofessor an der Hongik-Universität tätig.
Für seine Arbeiten als bildender Künstler steht das Material Stahl im Vordergrund. An die Überlegungen Frank Stellas und Anselm Kiefers anknüpfend strebt er eine Verbindung von Bild und Skulptur zu einer Einheit an. Stahl bzw. dessen Grundstoff, das Eisen, versteht er als eine Grundlage der modernen Zivilisation. Es steht stellvertretend für Beständigkeit und Unverformbarkeit und tritt im Alltag überall in Erscheinung. Aber dieser nach außen hin sichtbare Eindruck von Stahl als einem nahezu unverwüstlichen Werkstoff trügt, denn trotz seiner Härte ist er verformbar. Andernfalls könnte er nicht als zentrales Konstruktionselement der modernen Wohlstandsgesellschaft dienen. Park geht noch darüber hinaus: Stahl ist nicht nur verformbar, sondern auch „dekonstruierbar“. Damit ist die Zerstörbarkeit durch Menschenhand gemeint, gleichsam als Zenit einer humanen Hybris.
In diesem Zusammenhang vermittelten Park die Terroranschläge vom 11. September 2001 eine zentrale Erkenntnis: Durch menschliche Zerstörungswut kann Stahl sogar zum Schmelzen gebracht werden. Die ungeheure Menge an explodierendem Kerosin, die sich aus den Flugzeugen über die Twin-Towers ergoss, schmolz die Stahlkonstruktion der Gebäude regelrecht dahin. Als barbarischer Zerstörungsakt eine „Dekonstruktion“ schlimmster Art. Das Schmelzen des gehärteten Stahls bildet gewissermaßen eine Metapher für die Verletzlichkeit unserer modernen Zivilisation durch eine weltanschaulich bedingte Gewaltbereitschaft.
Diese Allegorie kommt in Parks neueren Werkzyklen deutlich zum Ausdruck. In unterschiedlichen Themenkreisen experimentiert er mit dem Werkstoff Stahl, formt und deformiert ihn, bringt ihn zum Fließen und bearbeitet ihn mit Farbpigmenten. So gestaltet er aus Stahl jene Einheit von Bild und Skulptur, die er in seinen Projekten ursprünglich angestrebt hat und die als Stahlmalerei bezeichnet werden kann.
Dabei fehlt es in seinen Arbeiten nie an einem gesellschaftskritischen Aspekt. Die Probleme, die er in seinen Werken thematisiert, sind auch uns in Deutschland hinlänglich bekannt. So greift er immer wieder die Teilung seines Landes und die in den letzten Jahren entstandene atomare Bedrohung durch Nordkorea auf. Auch hier sieht er den Keim für Dekonstruktion angelegt und seine Werke sind ein Appell an die menschliche Vernunft, derartigen Keimen keine Entwicklungsmöglichkeiten zu geben.
Park Ki-woong vertritt eine kritische Kunst, die gerade im Zeitalter der Globalisierung jene Probleme unserer modernen Gesellschaft aufzeigt, die keineswegs von partikularer, sondern vielmehr von globaler Bedeutung sind. Seine Werke werden nicht nur in Asien, sondern auch in Europa und den Vereinigten Staaten regelmäßig gezeigt.